# Srđan Subotić
Srđan Subotić (Split, 27. veljače 1980.), je bivši hrvatski je profesionalni košarkaš. Igrao je na poziciji razigravača, bivši je član hrvatskog košarkaškog kluba KK Split.

## Karijera
Karijeru je započeo u omladinskom pogonu Splita Croatia osiguranja. Kao junior Žutih, Subotić je 1997. i 1998. godine uzastopce proglašavan najkorisnijim igračem juniorskog prvenstva Hrvatske. Po odlasku iz redova Splita, sezonu 2003./2004. proveo je u slovenskoj Krki, nakon čega je igrao u belgijskom Pepinsteru pa poljskom Turowu, da bi u natjecateljskoj godini 2005./2006. preselio u švedski Jamtland.
Ondje je dvije sezone bio ponajbolji igrač kluba. U prvoj sezoni prosječno je postizao 16,2 poena, 3,1 skok i 8,1 asistenciju za 37 odigranih minuta, dok je u drugoj sezoni (2007./2008.) postizao 14,5 poena, 4,7 skokova i 5,5 asistencija za 34 odigrane minute. Na kraju sezone prešao je u redove Sundsvalla.
S tim klubom ostvario je u prvenstvu omjer 16-14 i u doigravanje krenuo s petog mjesta, da bi se u jednom od većih iznenađenja općenito u prošlosezonskoj europskoj košarci naposljetku domogao i naslova prvaka Švedske, bilježivši u regularnom dijelu prosječno 13,1, a u doigravanju 11,6 poena po utakmici. 22. srpnja 2009., Subotić se zajedno s hrvatskim košarkaškim klubom Cedevita Zagreb dogovorio oko prelaska u njihove redove.

## Hrvatska reprezentacija
Subotić je bio član hrvatskih U-18, U-20 i U-21 reprezentacija.

## Vanjske poveznice
- Profil na NLB.com
- Profil na kk-split.com